# خوسيه ماريا أنريكيز نيغريرا
خوسيه ماريا إنريكيز نيغريرا وهو حكم كرة قدم دولي إسباني سابق، عمل منذ موسم 1977-1978 حتى 1991-1992، حكم 132 مباراة في دوري الدرجة الأولى في إسبانيا من موسم 1979-1980 حتى عام اعتزاله، وحكم كذلك 9 مباريات أوروبية.
شغل بعدها منصب نائب رئيس اللجنة الفنية للحكام.

## طالع كذلك
- قضية نيغريرا